# Pine Crest
Pine Crest és una concentració de població designada pel cens dels Estats Units a l'estat de Tennessee. Segons el cens del 2000 tenia 2.872 habitants.

## Demografia
Segons el cens del 2000, Pine Crest tenia 2.872 habitants, 1.315 habitatges, i 799 famílies. La densitat de població era de 515,8 habitants/km².
Dels 1.315 habitatges en un 24,7% hi vivien nens de menys de 18 anys, en un 48,3% hi vivien parelles casades, en un 9,3% dones solteres, i en un 39,2% no eren unitats familiars. En el 31,7% dels habitatges hi vivien persones soles el 7,8% de les quals corresponia a persones de 65 anys o més que vivien soles. El nombre mitjà de persones vivint en cada habitatge era de 2,18 i el nombre mitjà de persones que vivien en cada família era de 2,74.
Per edats la població es repartia de la següent manera: un 19,3% tenia menys de 18 anys, un 12,5% entre 18 i 24, un 31,5% entre 25 i 44, un 23,5% de 45 a 60 i un 13,1% 65 anys o més.
L'edat mediana era de 36 anys. Per cada 100 dones de 18 o més anys hi havia 93,2 homes.
La renda mediana per habitatge era de 30.069 $ i la renda mediana per família de 40.820 $. Els homes tenien una renda mediana de 26.661 $ mentre que les dones 20.654 $. La renda per capita de la població era de 16.670 $. Entorn del 6,6% de les famílies i l'11,8% de la població estaven per davall del llindar de pobresa.

## Poblacions més properes
El següent diagrama mostra les poblacions més properes.